# Catocala mira
Catocala mira är en fjärilsart som beskrevs av Augustus Radcliffe Grote 1876. Catocala mira ingår i släktet Catocala och familjen nattflyn. Inga underarter finns listade i Catalogue of Life.

## Bildgalleri

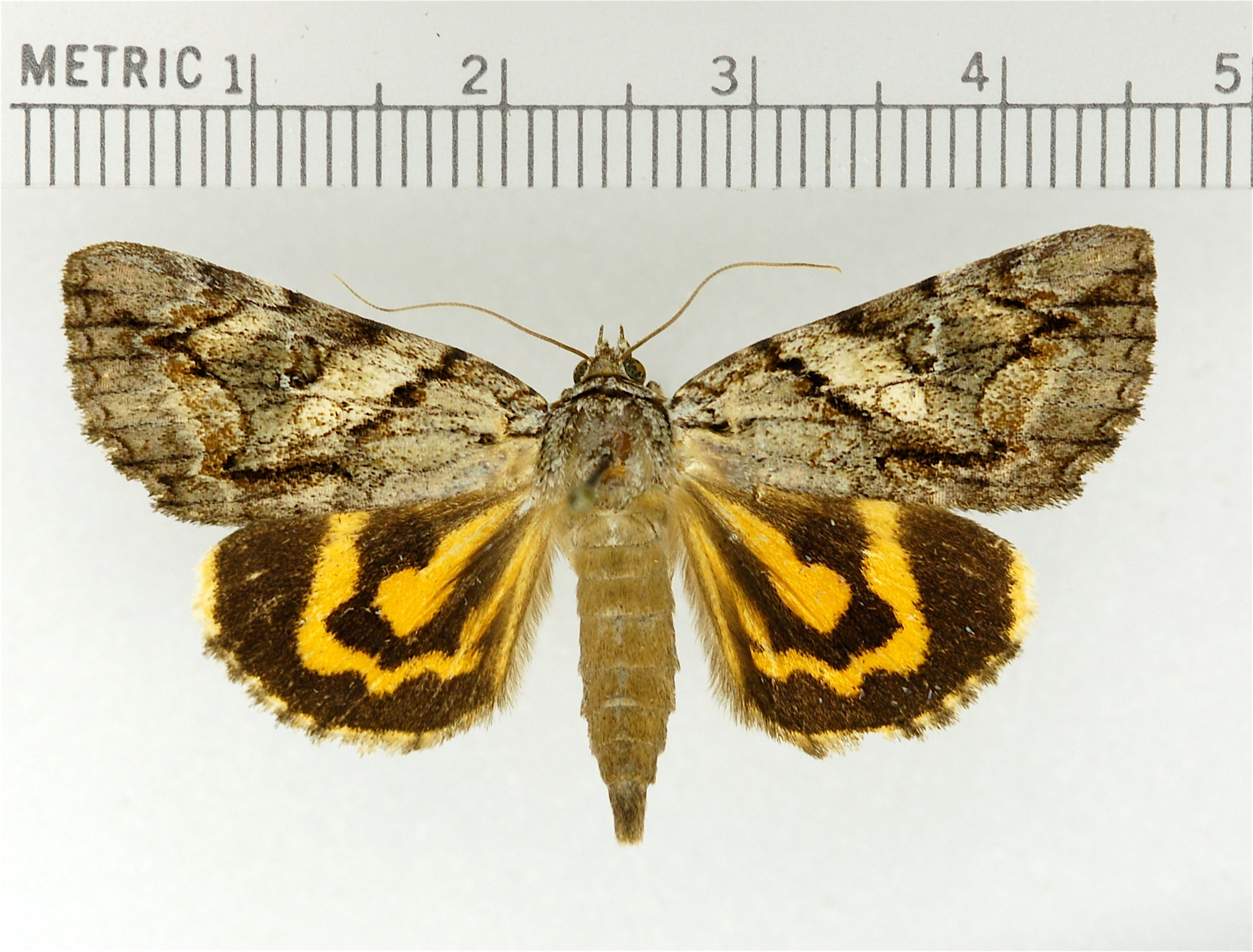